# The SHIGOTONIN
The SHIGOTONIN（ザ シゴトニン）は、2009年放送のテレビドラマ『必殺仕事人2009』（朝日放送/テレビ朝日）の主題歌「鏡花水月」を歌うために結成された期間限定ユニットである。

## 概要
2008年12月9日にユニットの結成と主題歌が発表された。
「鏡花水月」は必殺仕事人のイメージから和の要素と夜のイメージを重視して制作され、2009年1月4日の新春スペシャルから使用された。
また、大倉忠義の出演は1クールのみであったが、『必殺仕事人2010』以降も引き続きこの3人で歌うバージョンが使われ続けている。

## メンバー
- 東山紀之（少年隊）[5]
- 松岡昌宏（TOKIO）[5]
- 大倉忠義（関ジャニ∞）[5]

## ディスコグラフィー
- 鏡花水月（2009年2月4日）